# Canada aux Jeux olympiques d'été de 1924
L'équipe olympique du Canada participe aux Jeux olympiques d'été de 1924 à Paris. Elle y remporte quatre médailles : trois en argent et une en bronze, se situant à la vingtième place des nations au tableau des médailles. L'athlète Hector Phillips est le porte-drapeau d'une délégation canadienne comptant 65 sportifs.

## Liste des médaillés canadiens
| Médaille           | Athlète | Sport  | Épreuve                     |
| ------------------ | --- | ------ | --------------------------- |
| Médaille d'argent  | Archibald Black George MacKay Colin Finlayson William Wood                                                                    | Aviron | Quatre sans barreur         |
| Médaille d'argent  | Arthur Bell Ivor Campbell Robert Hunter William Langford Harold Little John Smith Warren Snyder Norman Taylor William Wallace | Aviron | Huit hommes                 |
| Médaille d'argent  | George Beattie John Black Robert Montgomery William Barnes Samuel Vance Samuel Newton (en)                                    | Tir    | Tir aux pigeons par équipes |
| Médaille de bronze | Douglas Lewis | Boxe   | Poids welters (-66,7 kg)    |